# Джонні в кіно
«Джонні в кіно» (англ. A Film Johnnie) — американський короткометражний фільм 1914 року за участю Чарлі Чапліна.

## Сюжет
Джонні закоханий в акторку та приходить на кіностудію Keystone розшукати її. Потрапивши на студію Джонні вмішується в процес створення фільму.

## Актори
| Актор            | роль        |
| Чарлі Чаплін     | Кіно-Джонні |
| Роско Арбакл     | Фатті       |
| Вірджинія Кертлі | дівчинка    |
| Мінта Дарфі      | актриса     |
| Мейбл Норманд    | Мейбл       |
| Форд Стерлінг    | Форд        |
| Мак Сеннет       | Мак Сеннет  |

## Прокат
Фільм вийшов у США 2 березня 1914 року, дистриб'ютор — компанія Mutual Film.